# Kim tước
Ulex europaeus là một loài thực vật có hoa trong họ Đậu. Loài này được Carl von Linné miêu tả khoa học đầu tiên.

## Hình ảnh

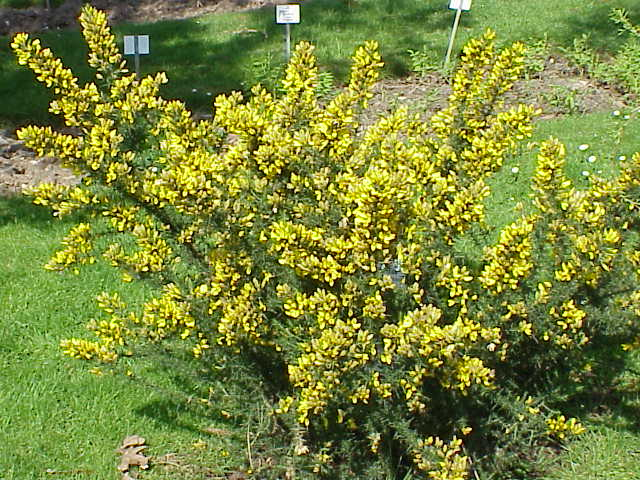
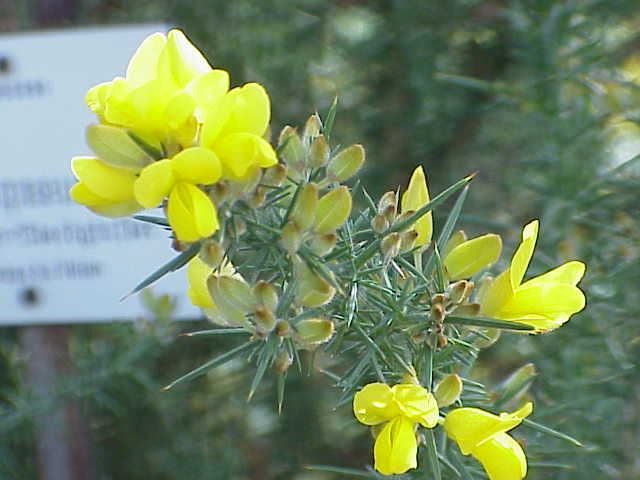
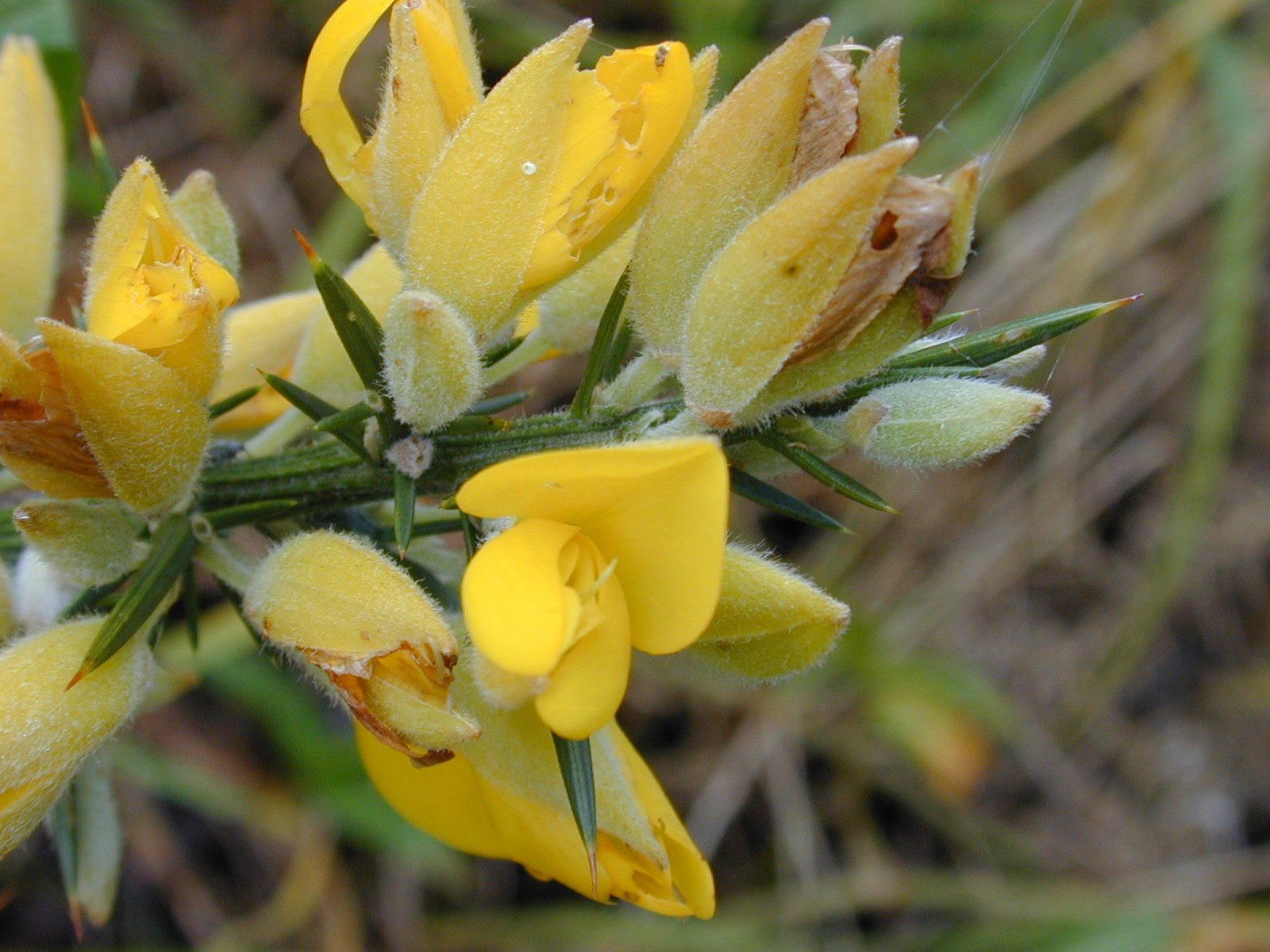
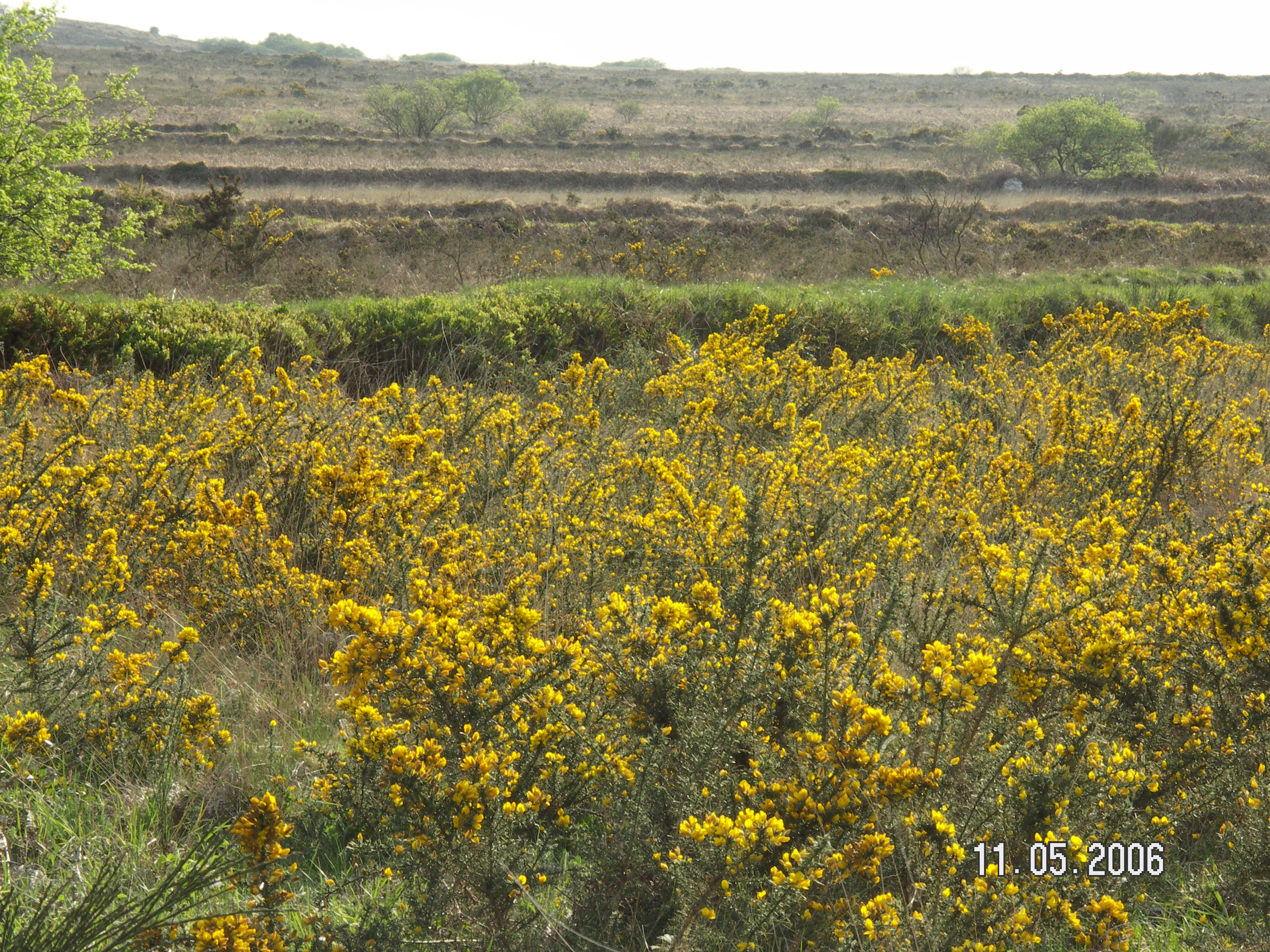